# Liste der Golfplätze Kärntens
Die Liste der Golfplätze Kärntens bietet eine Übersicht über alle Golfplätze in Kärnten mit Stand 2018.
| Spittal/Drau |

| Finkenstein |

| Kirchbach |

| Sankt Kanzian |

| Millstatt |

| Klagenfurt |

| Sankt Veit |

| Bad Kleinkirchheim |

| Maria Wörth |

| Pörtschach |

| Velden |

| Wolfsberg |

| Region  | Bezirk                 | Gemeinde              | Club                         | Ort                        | Typ      | Loch | Par | Anmerkung |
| ------- | ---------------------- | --------------------- | ---------------------------- | -------------------------- | -------- | ---- | --- | --------- |
| Kärnten | Spittal an der Drau    | Berg im Drautal       | GC Drautal Berg              | Tratten-Feistritz          | Parkland | 9    | 62  |           |
| Kärnten | Villach-Land           | Finkenstein           | GC Schloss Finkenstein       | Gödersdorf-Techanting      | Parkland | 18   | 72  |           |
| Kärnten | Hermagor               | Kirchbach             | Nassfeld Golf                | Waidegg                    | Parkland | 18   | 72  |           |
| Kärnten | Völkermarkt            | Sankt Kanzian         | GC Klopeinersee              | Grabelsdorf                | Parkland | 18   | 72  |           |
| Kärnten | Spittal an der Drau    | Millstatt             | GC Millstättersee            | Millstatt                  | Parkland | 18   | 71  |           |
| Kärnten | Klagenfurt             | Klagenfurt            | GC Seltenheim-Klagenfurt     | Wölfnitz                   | Parkland | 18+9 | 72  |           |
| Kärnten | Sankt Veit an der Glan | Sankt Veit            | GC Längsee                   | St. Georgen-Unterlatschach | Parkland | 18   | 72  |           |
| Kärnten | Spittal an der Drau    | Bad Kleinkirchheim    | GC Bad Kleinkirchheim        | Bad Kleinkirchheim         | Parkland | 18+6 | 72  |           |
| Kärnten | Klagenfurt-Land        | Maria Wörth-Dellach   | Kärntner Golf-Club Dellach   | Maria Wörth                | Parkland | 18   | 71  |           |
| Kärnten | Klagenfurt-Land        | Pörtschach            | GC Pörtschach                | Moosburg                   | Parkland | 18+9 | 72  |           |
| Kärnten | Villach-Land           | Velden                | Golfanlage Velden-Köstenberg | Köstenberg                 | Parkland | 18   | 72  |           |
| Kärnten | Wolfsberg              | Wolfsberg-St. Michael | GC Wolfsberg                 | Hettendorf                 | Parkland | 9    | 60  |           |